# Diofanto de Alejandría

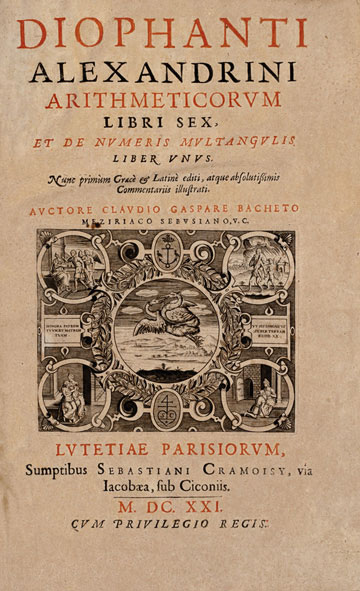
Portada de la obra de Diofanto, Arithmetica.

Diofanto de Alejandría (en griego antiguo: Διόφαντος ὁ Ἀλεξανδρεύς, Dióphantos ho Alexandreús) fue un matemático griego que vivió en el siglo III, considerado "el padre del álgebra".
Fue el autor de una serie de libros llamados Arithmetica, muchos de los cuales ahora se han perdido. Sus textos tratan sobre la resolución de ecuaciones algebraicas. La ecuación diofántica ("geometría diofántica") y la aproximación diofántica son áreas importantes de la investigación matemática. Diofanto acuñó el término παρισότης (parisotes) para referirse a una igualdad aproximada. Este término se tradujo como "adaequalitas" en latín, y se convirtió en la técnica de adecuación desarrollada por Pierre de Fermat para encontrar máximos para funciones y líneas tangentes a curvas. Diofanto fue el primer griego matemático que reconoció las fracciones como números; así permitió los números racionales positivos para los coeficientes y soluciones. En el uso moderno, las ecuaciones diofánticas suelen ser ecuaciones algebraicas con coeficientes enteros, para las que se buscan soluciones enteras.

## Vida
Nacido en Alejandría, de él nada se conoce con seguridad sobre su vida, salvo la edad de su muerte; esto, gracias al epitafio redactado en forma de problema y conservado en la antología griega.

Transeúnte, esta es la tumba de Diofanto: los números pueden mostrar, ¡oh maravilla! la duración de su vida. Su niñez ocupó la sexta parte de su vida; después, durante la doceava parte, de vello se cubrieron sus mejillas. Pasó aún una séptima parte de su vida antes de tomar esposa y, cinco años después, tuvo un precioso niño que, una vez alcanzada la mitad de la edad de la vida de su padre, pereció de una muerte desgraciada. Su padre tuvo que sobrevivirle, llorándole, durante cuatro años. De todo esto se deduce su edad.

{\displaystyle {\frac {x}{6}}+{\frac {x}{12}}+{\frac {x}{7}}+5+{\frac {x}{2}}+4=x} donde la incógnita {\displaystyle x} representa la edad que le cupo vivir a Diofanto.
Según esto, Diofanto falleció a la edad de 84 años. Se ignora, sin embargo, en qué siglo vivió. Diofanto dedica su Aritmética a un tal Dionisio, acerca del que el historiador francés Paul Tannery  (1843-1904) ha sugerido que podría tratarse de un obispo de Alejandría que vivió en el siglo III. Por otra parte, si fuera el mismo astrónomo Diofanto que citó Hipatia (fallecida en 415), habría fallecido antes del siglo V; pero si se tratase de personas distintas, cabe conjeturar que habría vivido a finales de dicho siglo, ya que ni Proclo ni Papo lo citan, lo que resulta difícil de entender tratándose de un matemático que pasa por ser el inventor occidental del álgebra.

## Arithmetica
Este matemático alejandrino debe su renombre a su obra Arithmetica. Este libro, que constaba de trece libros, de los que solo se han hallado seis, fue publicado por Guilielmus Xylander en 1575 a partir de unos manuscritos de la universidad de Wittenberg, añadiendo el editor un manuscrito sobre números poligonales, fragmento de otro tratado del mismo autor. Los libros que faltan parece que se perdieron tempranamente, ya que no hay razones para suponer que los traductores y comentaristas árabes dispusieran de otros manuscritos además de los que aún se conservan.
En esta obra Diofanto realiza sus estudios de ecuaciones con variables que tienen un valor racional (ecuaciones diofánticas), aunque no es una obra de carácter teórico, sino una colección de problemas, adecuados para soluciones enteras. Importante fue también su contribución en el campo de la notación; si bien los símbolos empleados por Diofanto no son como los concebimos actualmente, introdujo importantes novedades como el empleo de un símbolo único para la variable desconocida (στ) y para la sustracción, aunque conservó las abreviaturas para las potencias de la incógnita (δς para el cuadrado, δδς para el duplo del cuadrado, χς para el cubo, δχς para la quinta potencia, etc.). En su época, el concepto de números poligonales se extendió a los números espaciales, representados por familias de ortoedros, números piramidales.
En 1621 vio la luz una edición comentada de Bachet de Méziriac, edición reimpresa con posterioridad en 1670 por el hijo de Pierre de Fermat incluyendo los comentarios que el célebre matemático francés había realizado en los márgenes de un ejemplar de la edición de Bachet que poseía.

### Notas al margen de Fermat y Cortasmeno

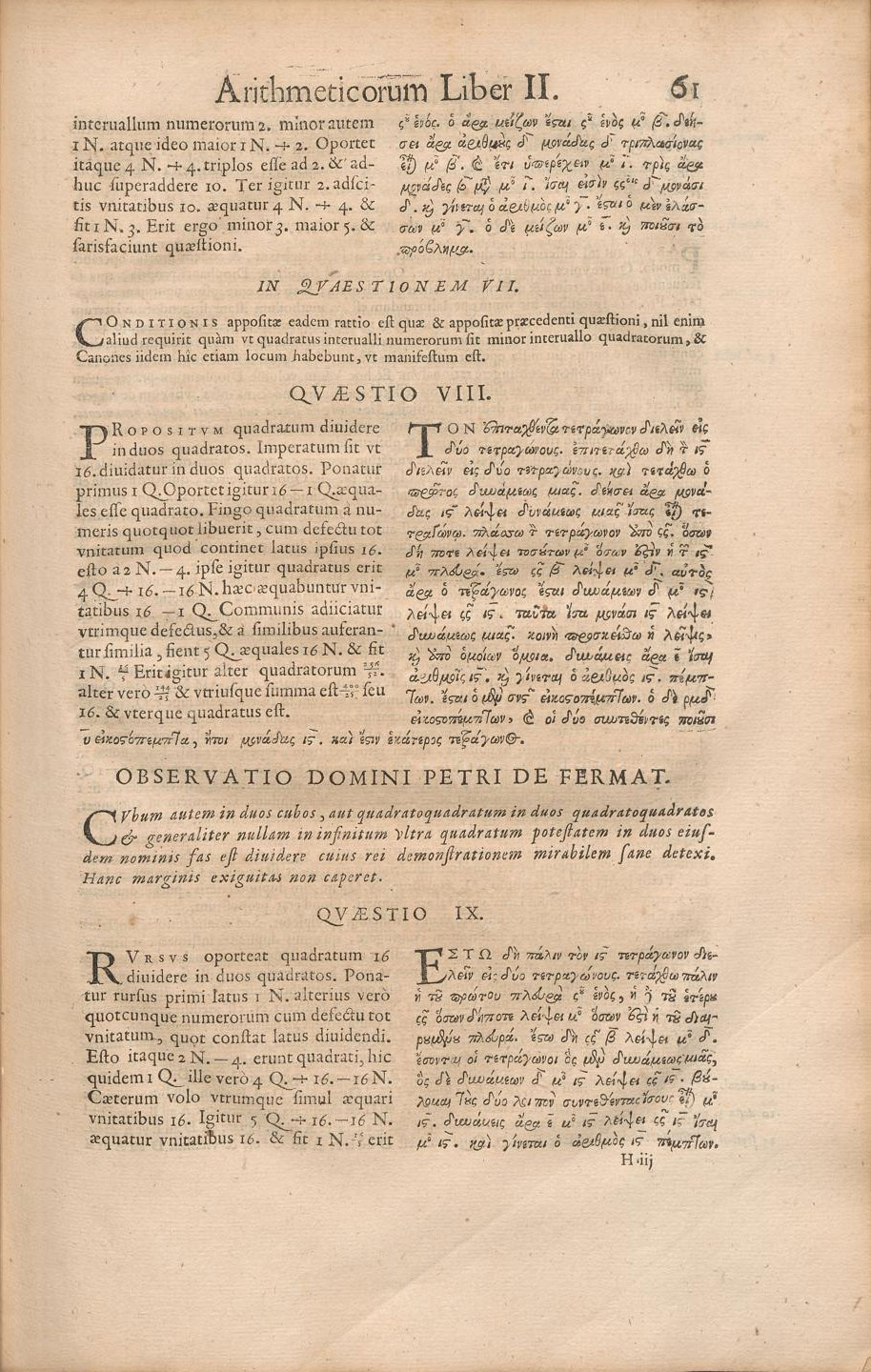
Problema II.8 de la Arithmetica (edición de 1670), anotado con el comentario de Fermat que se convirtió en el Último Teorema de Fermat.

## Notación matemática

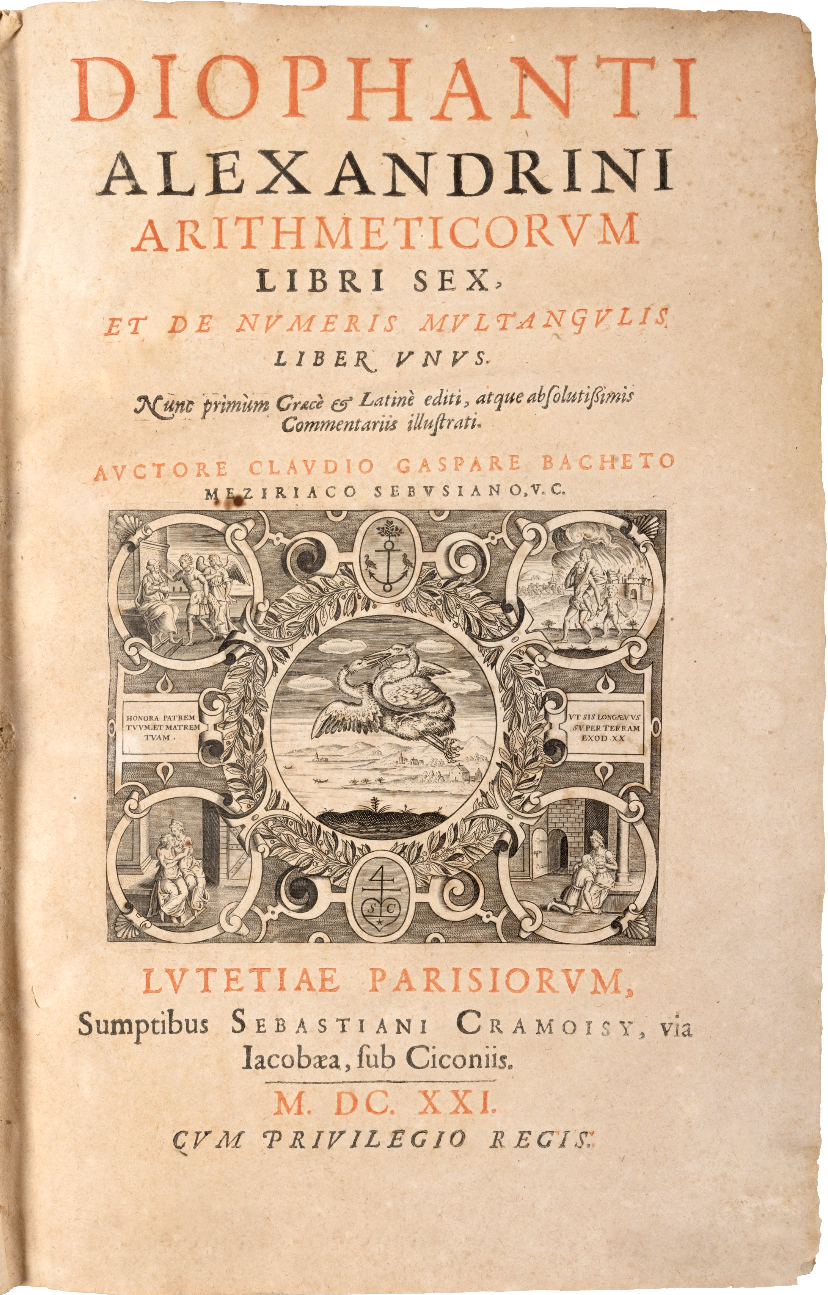
Traducción al latín de la obra de Diofanto por Claude Gaspard Bachet de Méziriac publicada en 1621.